# Сармас, Иоаннис
Иоа́ннис Сарма́с (греч. Ιωάννης Σαρμάς; род. 21 марта 1957, Кос, Южные Эгейские острова) — греческий государственный деятель. Председатель Счётной палаты с 2019 года. С 25 мая по 26 июня 2023 года — глава технического (переходного) правительства Греции.

## Биография
Родился в 1957 году.
Окончил с отличием юридический факультет Афинского университета, получил стипендию для продолжения учёбы по программе Directeurs d'Études Associés (DEA) в парижском Университете Пантеон-Ассас. Получил степень DEA в области уголовного права (1980—1981), публичного права (1982—1983) и государственных финансов (1983—1985), а также докторскую степень très honorable (1981—1985).
В 1984—1986 годах служил кандидатом в офицеры в ВВС Греции.
В 1986 году прошёл отборочный конкурс на судью Государственного совета Греции и также — отборочный конкурс в Национальным центром государственного и местного управления (ЕКДДА). Получил высший балл в обоих конкурсах.
Преподавал в ЕКДДА (1989—1999) и в Национальной школе судей (1997—2001). 
В 1987—1993 годах — судья Государственного совета. С 1993 года — судья Счётной палаты. В 2002—2013 годах — представитель Греции в Европейской счётной палате. В 2014 году стал председателем III отдела Счётной палаты (иски и обращения военнослужащих в отставке). В 2019 году стал председателем Счётной палаты.
В мае 2022 года получил почётную степень доктора юридического факультета Афинского университета, в ноябре — почётную степень доктора факультета экономического и регионального развития Университета Пантеон, в марте 2023 года — почётную докторскую степень Школы гуманитарных, социальных и экономических наук Международного греческого университета.
В 2022 году завершена публикация (третий том вышел в 2018 году) трёхтомника «Основные проблемы юриспруденции» (Τα μεγάλα θέματα της Νομολογίας) Сармаса, состоящего из книг «Мы, народ» (Εμείς ο λαός) о юрисдикции Верховного суда США как конституционного суда, «Союз закона» (Η Ένωση δικαίου) о судебной практике Суда Европейского союза со вступительной статьёй Василиоса Скуриса и «Справедливое равновесие» (Η δίκαιη ισορροπία, The Fair Balance) о судебной практике Европейского суда по правам человека (ЕСПЧ) со вступительной статьёй Ксенофона Кондиадиса.
Президент Катерина Сакелларопулу поручила Сармасу сформировать техническое правительство после парламентских выборов 21 мая 2023 года, по результатам которых не было сформировано правительство. Целью технического правительства является проведение повторных выборов 25 июня. По результатам повторных выборов 26 июня 2023 года Кириакос Мицотакис вступил в должность премьер-министра Греции на второй срок.

## Личная жизнь
Женат, имеет двух детей 1989 и 1990 года рождения.